# Тофалари
Тофала́ри, тофи (самоназва тофа, тофалар (множина від тофа), топа, тоха «люди», застаріла російська назва — карагаси / рос. карагасы, карагассы, від тюрк. кара + гас, кара-гааш, кара-һааш «чорні гуси») — малочисельна тюркська народність у Східних Саянах (Південний Сибір, Росія). Область проживання тофаларів розташована на південному заході Іркутської області й має історичну назву Тофаларія, або Тофастан.
Тофалари становлять уламок колись великого народу, спорідненого сучасним тувинцям, що займав величезну територію тайгової зони Східних Саян від Єнісею до Тункинської улоговини на заході Бурятії.
Споріденими народами є тоджинці на сході Туві, цаатани на півночі Монголії та сойоти на заході Бурятії. Вважається, що так само, як і ці народи, тофалари були однією з гілок згадуваного вже великого народу, що виокремилася після приєднання Тофаларії 1648 р. до Російської імперії.

## Територія проживання і чисельність

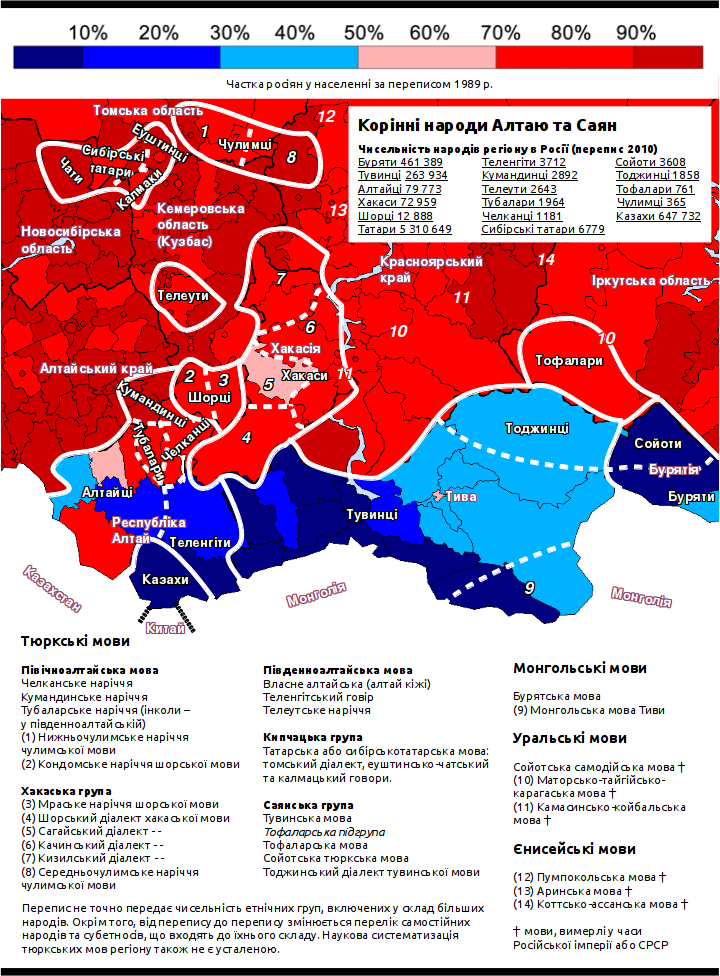
Розселення тофаларів

Тофалари населяють вкриті тайгою північні схили Східного Саяну в басейні верхів'їв річок Бірюси, Уди, Кана, Ії, Гутари у декількох національних і напівнаціональних поселеннях.
Тофаларія розташована на південному заході Іркутської області Росії в межах Нижньоудинського району. Площа регіону становить 21 426 км², населення — 1 660 осіб (1989), з них тофи складають 37 %, а більшість населення становлять росіяни.
Тофи живуть у трьох населених пунктах: Алигджер (Тофаларське сільське поселення, 535 жителів), Нерха (232 жителів) та Верхня Гутара (417 жителя). Населення тофських сіл вказане за даними 2015 року. Традиційним культурним тофаларським осередком вважається селище Алигджер. У 2002 році в цьому селі проживало 248 тофаларів.
Тофалари, попри демографічні негаразди XVIII—XX ст. (висока смертність внаслідок інфекційних захворювань, русифікація та етнічна асиміляція, участь солдатів-тофаларів у Другій світовій війні тощо), від початку спостереження за ними у 1-й половині XIX ст., лишались окремою малочисельною народністю, яка зберігала й зберігає досі здатність до саморегенерації, про що доводить наведена нижче Таблиця чисельності тофаларів (1675—2010):
| Рік  | Чисельність, осіб |
| ---- | ----------------- |
| 1675 | 340               |
| 1701 | 405               |
| 1851 | 543               |
| 1882 | 456               |
| 1885 | 426               |
| 1888 | 416               |
| 1926 | 417               |
| 1959 | 586               |
| 1970 | 620               |
| 1979 | 763               |
| 1989 | 731               |
| 2002 | 837               |
| 2010 | 762               |

Таким чином, протягом понад 300 років чисельність народу майже не змінювалась.
За даними перепису чисельності населення Росії 2002 року кількість тофаларів становила 837 осіб. Наступний перепис зафіксував чисельність тофаларів у Російській Федерації у 762 осіб, з них 678 осіб в Іркутській області, тофською мовою володіло лише 93 особи. Для порівняння, у 1989 році тофською мовою говорило 309 особи (42,8 % чисельності народу), а чистокровних тофів нараховувалось лише 320 осіб. Така негативна тенденція свідчить про те, що тофаларам загрожує щезання з етнічної мапи країни.

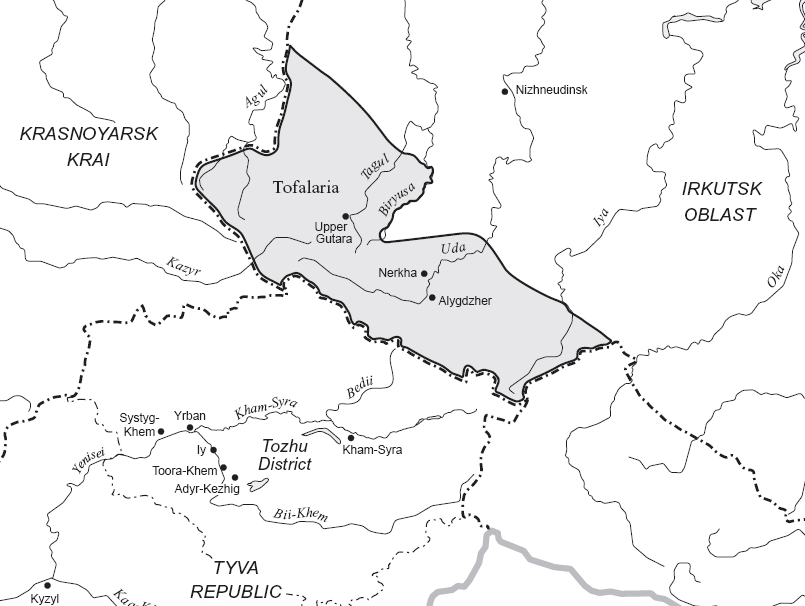
Мапа Тофаларії

Після розпаду СРСР в Україні за даними перепису населення 2001 року проживало 18  тофаларів, з числа яких жоден не вказав тофаларську рідною мовою, тоді як українську рідною назвали 5 осіб, ще 11 —російську, 2 особи — інші мови.

## Антропологія та мова
Антропологічно тофалари неоднорідні. Основу фізичного вигляду тофаларів складає т. зв. катангський тип північно-азійської раси великої монголоїдної раси з домішками центрально-азійських компонентів.
Тофалари розмовляють тофаларською мовою, що належить до тайгової частини саянської спільноти уйгурської підгрупи східнотюркських мов алтайської мовної родини. До тайгової частини належать також сойотська, цаатанська та тоджинський (північно-східний) діалект тувинської мови. Представником степової частини саянських мов є тувинська мова.
Серед тофаларів поширений білінгвізм — використовується переважно російська, а, як друга, рідна тофаларська мова. За мовою і культурою тофалари близькі до тоджинців, східної субетнічної групи тувинців.
Писемність тофаларська мова отримала лише в 1989 році (на базі кирилиці). Літературною мовою й основною мовою освіти є російська, 55,5 % тофів вважають її рідною. Серед тофаларів поширений своєрідний російсько-сибірський карагаський жаргон, який вони звуть російською мовою.

## Етнографічні групи
Традиційно тофи поділялися на 5 екзогамних кревних родів — ньонів: Сара-гааш (Сари-гаш), Гааш (Гаш, Тенек-гаш), Чоґдо (Чоґди, Чоґду), Кара-Йогдо (Кара-Йогди, Кара-Йогду), Чеептей (Чептей). За іншими даним таких родів було 8, до вже названих додають ще роди Кара-хаш, Тирк-гаш (Тарк-гаш), Ірге-гаш. Кожен рід мав власну родову назву, виводив своє походження від спільного міфічного предка і мав родову територію розселення. Цей поділ зберігався у свідомості тофів незалежно від адміністративного членування їхніх земель. Втрачатися він став лише за умов притоку значних груп російськомовного населення й розвитку асиміляційних процесів.
Східні тофи належали переважно до роду Кара-Йогдо (28 господарств), 11 господарств — до роду Чоґдо, ще 2 — до роду Гааш (тофською һааш), 1 — до роду Сара-гааш (тофською сары һааш), 1 — до роду Чеептей. Загалом 43 господарства, 181 особа (1925 р.). Східні тофи межують з окинськими бурятами й сойотами, контакти з якими підтримували стежками вздовж річки Великий Шибіт, верхньої течії Ії й Оки.
Західні тофи включали представників 4-х родів, що мешкали по річках Уда, Бірюса та їх притоках. 14 господарств належали до роду Чоґдо, 15 — до роду Гааш, 5 — до роду Сара-гааш, 11 — до роду Чеептей. Загалом 45 господарств, 188 осіб (1925 р.).
На початку ХХ ст. від західних тофів відкололась невеличка гутаринська група: 6 господарств з роду Чоґдо й по 1 господарству з родів Гааш, Сара-гааш і Чеептей. Ця група вела промисли по річках Гутара, Туманшет, Агул і Тагул. Загалом 9 господарств, 17 осіб (1925 р.).
Інший варіант поділу тофів:
- Північно-західні тофи (тофською соңгуу ааллар), складалися з представників родів Гааш (тофською һааш), Сари-гааш (тофською сары һааш), Кара-гааш (тофською қара һааш), походження пов'язане із хакасами-качинцями;
- Південно-східні тофи (тофською буруңгуу ааллар), складалися з представників родів Чоґду (тофською чоғду), Ак-Чоґду (тофською ақ чоғду), Кара-Чоґду (тофською қара чоғду), мають спільне походження із тувинцями роду Чооду та цаатанами роду Чоґду;
- Центральні тофи (тофською оъртаа ааллар), складалися з представників роду Чептей (тофською чептэй), походили від нижньоудинських бурят роду Мааньжираг.

Коли тофів переводили на осілість, північно-західна група була поселена у Верхній Гутарі, південно-східна — в Алигджері, центральна — в Нерсі. Згодом у результаті мішаних шлюбів представники окремих родів перемішалися між собою.

## Історія
Тофи є потомками автохтонного неолітичного населення Східних Саян. В етнічному відношенні вони, мабуть, належали до самодійських, кетських, можливо, тунгуських племен. Самодійська і, особливо, кетська топоніміка й досі дуже поширенав в регіоні.
Тюркський елемент з'явився у Східних Саянах наприкінці 1-го тисячоліття. Тюркські племена туба (тубо, в китайських джерелах — дубо), потомки давніх уйгурів, прийшли сюди із гірських та степових районів південного Сибіру через верхів'я Єнісею. Згадки про дубо є в китайських літописах Вейської династії V ст.. Від назви «туба» й походить сучасна назва тофів.
На початку XIII ст., рятуючись від монгольських завойовників Джучі-хана, плем'я перекочувало вглиб Саянських гір. Ствердженню тюркського елементу сприяла його військова й політична перевага над місцевим населенням. Спочатку, як вважають, були тюркизовані місцеві кети (котцькі, ассанські, арійські племена) і лише згодом саянські самодійці. Місцева тюркська мова склалася у ХІІІ ст. У тому ж таки ХІІІ ст. в Саяни прибули ще монгольські етнічні елементи, але вони швидко змішалися із тюрками. Завершення формування тофського етносу відносять до ХІХ ст., коли остаточно були асимільовані карагаси-самодійці.
Довгий час тофи жили ізольовано від споріднених народів. Певні контакти існували лише з тувинцями, тоджинцями та західними бурятами. Тюркські мігранти, пристосовуючись до нових умов життя, сприйняли багато культурних особливостей місцевого населення. Основу господарчого комплексу населення становили, як і у кетів та самодійців, мисливство й оленярство. Процес змішування місцевого й прийшлого населення був дуже тривалим, ще наприкінці XVIII ст. тут існували групи населення, що розмовляли самодійською мовою.
Подальший розвиток народу був пов'язаний із включенням Тофаларії до складу Російської імперії. Формально під владу Московії тофи потрапили 1648 року. До цього вони знаходилися під владою західно-бурятських князьків. Після падіння в 1757 році Джунгарського ханства й приєднання Туви до маньчжурського Китаю припинилися зв'язки із спорідненим тюркським населенням. Тофаларія назавди лишилась у складі Росії, зазнавши значного адміністративного та культурного (мовного і на рівні побуту) впливу з боку росіян. Адміністративно в складі Красноярського повіту було створено Удинську землицю з п'ятьма улусами в її складі. Для тофаларів встановлювався жорсткий ясак шкурками і м'ясом хутрових звірів, що був фіксованим і не залежав від природних умов і реального числа мисливців. Ясак, до речі, відмінили лише в 1925 році.
Русифікаторська політика в Тофаларії за царату призвела до зросійщення значної частини тофаларів, через що про точну чисельність народу на час перших статистичних даних (1851) судити важко.
Контакти з росіянами посилилися в XVIII — XIX ст. Це було пов'язано передусім із притоком російських мігрантів у Східний Сибір. Встановилися стійкі торгові відносини з купцями-росіянами. Склалась навіть окрема група купців — карагасники, що спеціалізувалася на нерівноправній торгівлі з тофами (карагасами). Стало поширюватись християнство (православ'я). Проте русифікація і християнізація тофів йшла дуже повільно. Спроба поділу російською владою ще у ХІХ ст. тофаларських земель на 5 «адміністративних родів» не скасувала в свідомості народу традиційного поділу на кревні ньони. До початку ХХ ст. зберігалося шаманство. Більшість говорила лише тофською мовою, із сусідами спілкувалися російською та бурятською. Вони кочували на південь від осілих поселень Єнісейської та Іркутської губерній по річках Кізир, Казир, Туманшет, Тагул, в басейнах верхньої течії Бірюси, Уди, Кану, Гутари, Ії, Зими, на лівому боці басейну Оки.
До 1934 року тофалари офіційно називалися карагасами. Карагаси («чорні гуси») — це була тотемічна назва однієї з родових тофських груп, мабуть, самодійського походження.
1925 року, вже за Радянської Росії, у складі Східно-Сибірського краю була утворена Тофаларська Національна Сільська Рада (Карагаська Сільрада, Туземна рада або Родова рада) з центром в Усть-Нерсі. Водночас цей рік був відмічений найбільшим за всі часи притоком російського населення на тофаларські землі. 1930 року Тофалалія (до 1934 р. — Карагасія) була навіть проголошена національним округом. 1937 року Тофаларська туземна рада була перейменована у Тофаларську національну раду, а сама Тофаларія адміністративно увійшла до новоствореної Іркутської області. У 1939 році у складі Іркутської області РРФСР було організовано Тофаларський район з центром у селі Алигджер, але вже 1950 року його було скасовано, і замість нього постали дві тофаларські сільради — Тофаларська (з центром у Алигджері) та Верхньо-Гутарська (центр — у Верхній Гутарі) у складі Нижньоудинського району Іркутської області.
Впроваджуючи радянську політику соціалістичної перебудови суспільства, влада у 1920—1930-х роках організувала нові села Алигджер, Верхня Гутара і Нерха, куди тофаларів примусово перевели на осілість і поселили разом із переселенцями-росіянами. У ці часи сталися докорінні переміни в житті тофів. Була втрачена традиційна культура, проводилась активна русифікація народу, навчання в школах велося лише російською мовою. Тофи засвоїли від росіян окремі прийомі землеробства. Особливо інтенсивним процес русифікації був у 60—80-ті рр. XX ст., що було обумовлено новим притоком прийшлого населення, головним чином, росіян. Тепер росіяни становлять більшість населення Тофаларії. Зазначені процеси позначилися не лише на культурі тофаларів, але й на їхньому антропологічному вигляді та мовній ситуації. Вони стали мішаним народом. Зараз лише 2 % тофів вільно володіють тофською мовою, лише 43 % вважають її рідною.
Таким чином, адміністративно Тофаларія так і не склалася в національний округ, про автономію й мови не йдеться. Тофаларські села розташовані у віддалених, майже ізольованих районах. Дістатися до них можна лише гелікоптером або ж зв'язатися по рації. Мисливство й оленярство лишаються основними заняттями місцевого населення.
Останніми роками спостерігається процес певного національного піднесення тофів, відродження рідної мови й традиційної культури. У мішаних в національному відношенні сім'ях діти, як правило, вважають себе тофами.

## Культура
Традиційно тофалари є напівкочовим народом. Основними заняттями були мисливство та оленярство (північний олень), переважно, транспортного спрямування. Полювали білку, соболя, видру, бобра, лисицю, лося, марала, козулю, росомаху та ін. тварин. Важливу роль у житті населення відігравали також рибальство і збиральництво. Існували й промисли (ковальство, обробка деревини, рогів, бересту, шкіри). Хутра й окремі вироби домашнього ремесла (лижі, сідла, унти, берестяні вироби, люльки для паління) йшли на продаж.
Тофаларія розташована в ізольованих гірських районах на висоті 2 200 — 2 600 метрів над рівнем моря. Тому й не дивно, що за способом життя та способами господарювання тофалари стоять ближче до народів Півночі, ніж до інших тюрків. Оленярство, наприклад, з'явилося тут ще на початку 1-го тисячоліття. Територія Тофаларії, що займала тайгу Присаяння та гірську тайгу Східного Саяну, дозволяла тофам вільно мігрувати із заходу на схід і назад. Улітку тофалари кочували в горах, на зиму переселялися в долини річок.
Тофалари жили родовим ладом. Тофське товариство трималося на місцевих традиціях і звичаєвому праві. У громадському житті тофаларів (аж до Жовтневої революції 1917 року) велике значення мали щорічні (іноді раз на 2 роки) грудневі збори всіх тофів (тофаларів) суглан для обрання національного керівництва (голови тофаларів улуг-баш «велика голова» та ін. посадових осіб).
Тофи поділялися на 8 екзогамних кревних родів — ньон. Кожен рід мав родову назву, виводив своє походження від спільного міфічного предка і мав родову територію розселення. Удинська землиця поділялася на 5 улусів: Карагаський (Сари-гаш), куди входили роди Сариг-Каш (Сара-хааш, Сари-гаш) та Каш (Кара-хаш, Гааш, Гаш, Гаш-тар), Кангатський з родами Тирк-гаш (Тарк-гаш) та Ірге-гаш, Сильпігурський (Сюльбюгурський, Ак-Дьяуда) — рід Кара-Чоґду (Чоґду, Чоґдо, Чоґди), Удинський (Югдинський, Кара-Дьяуда) — рід Кара-Йогду (Кара-Йогди, Кара-Чоґду, Кара-Йогдо) та Маньчжурський (Дептейлер) — рід Чептей (Чеептей). Між ньонами і патронімічними групами ділилися території для кочівок і промислові угіддя.
Ще на початку ХХ ст. у середовищі тофаларів зберігалися значні пережитки родоплемінної структури, зокрема, й поділ на патрилінійні роди, але тепер їх лишилося 5: Каш, Сариг-Каш, Чогду, Кара-Чоґду і Чептей. З кінця XIX ст. через зменшення хутрових тварин у лісах щорічними (під час сугланів) стали переділи промислових угідь.
У старі часи, коли тофалари вели кочовий спосіб життя, після 2-3 тижнів полювання на певній території вони перекочовували далі на 8—20 км. Разом із людьми кочували й олені, що паслись навколо стійбищ. Чисельність стада оленів рідко перевищувала 100 голів. Олені виконували й транспортні функції. Запаси продуктів харчування й майно не перевозили із собою, а лишали у відкритих сараях-арангасах.
За житло у тофаларів у давніші часи правив чум — конічної форми, з жердин, взимку критий ровдугою (замшею зі шкури ізюбря або лося), влітку — берестом. Тофаларський чум мав 4-5 м в основі й висоту 3-4,5 м. Він поділявся на жіночу (праворуч від входу) і чоловічу (ліворуч) половини. Спали на землі, підстиляли шкіри або берест. Посередині чуму розташовувалось вогнище.
Тофалари мали тимчасові стійбища (поселення у формі групи чумів), що, зазвичай, нараховували від 2 до 5 чумів, влітку — до 10.
Вже з початку XIX ст. серед тофаларів набули поширення зрубні будинки.
Після того, як у 1930-х роках тофів перевели на осілість, вони перейняли від росіян певні прийоми землеробства, зокрема, навчились вирощувати картоплю й овочі. Чуми щезли, в постійних селах стали будувати зруби.

Жіночий чохол для люльки, Іркут. губернія, з фондів РЕМ

Чоловічий, жіночий і дитячий традиційний одяг у крої суттєвих відмінностей не мав. Зимовий одяг виготовляли із шкір лося, марала, оленя. Взимку носили кожухи, які шили хутром усередину. Влітку вдягали халати з ношених шкір оленя або козулі.
Чоловічий одяг у тофаларів представлений штанами зі шкури кабарги або козла (влітку з ровдуги чи покупної тканини) і різноманітними кафтанами з застібкою на правий бік, що вдягали на голе тіло, підперезуючи шкіряним поясом. До ременя чіпляли ніж, кресало, губку, кисет. Вже в XIX ст. традиційний одяг поступився уніфікованому костюму росіян-сибіряків, зберігаючи національну особливість у деталях (правобічні застібки, специфічне оздоблення, пояси).
Тофаларське жіноче вбрання складалося зі штанів і сукні з розрізом на грудях, підперезаної поясом. Вдягали оленячу шапку, влітку хустку. Традиційні жіночі прикраси — сережки, олив'яні браслети і каблучки, срібні з напівкоштовними каменями.
Специфічними є головні убори тофаларів: влітку повстяна шапочка маньчжурського типу (але, зазвичай, без китиці; пізніше її замінив кашкет), взимку — хутрові шапки-вушанки, що підв'язувались біля підборіддя.
Останнім часом традиційний одяг вийшов із користування.
Основу раціону тофаларів становило м'ясо, переважно диких тварин: оленя, лося, козулі, кабарги, ведмедя, зайця, білки, промислових птахів. Домашніх оленів забивали рідко. М'ясо вживали зазвичай вареним. Оленяче молоко пили кип'яченим, додаючи його до чаю. З молока також виготовляли сир, кисляк, на зиму його морозили. Із мучних страв вживали житні коржі — талан, мучну бовтанку із сіллю. Житні хлібці випікали в попелі або на розжареному камінні. Як приправи й додатки використовували численні коріння й дикорослі рослини (дика цибуля, черемша, ягоди, кедрові горіхи тощо). Цілий рік пили підсолений зелений чай.
Через сплату тяжких натуральних податків в окремі роки харчування було доволі обмеженим.
Як серед чоловіків, так і серед жінок тофаларів поширене тютюнопаління.
У тофаларів зберігається багатий усний фольклор — традиції пісні (ир), прислів'я та приказки, казки (тоол), легенди й перекази. Найбільш поширені чудодійніказки, казки про тварин, легенди з космогонічним змістом, ліричні пісні. Особливе місце займають шаманські ритуальні пісні хам-ири.
Традиційна музика близька до народів-сусідів: кетів, хакасів, алтайців, шорців, тувинців, бурятів, евенків. Місцеві музичні інструменти: шестиструнна цитра, двострунна лютня, двострунний смичковий інструмент хуре, флейта, варган, музичний лук.
Серед дослідників традицій тофаларів яскраво виділяються як славетні тюркологи широкого профілю В. Радлов і М. Катанов, так і ті, що зробили чимало саме для вивчення тофаларів, — Б. Петрі, В. Рассадін, Р. Шерхунаєв, А. Прєловський та ін.

## Релігія
Традиційною релігією тофаларів був шаманізм, що сполучався з елементами анімізму, різноманітними культами. Зусиллями православних місіонерів у XVIII — XIX ст. вони були навернені на християнство. Проте й досі в середовищі народу поширені дохристиянські культи і вірування: віра в духів природи (господарі тайги, гір тощо), культ предків, промисловий культ. Ще на початку ХХ ст. серед тофів було кілька десятків шаманів, чоловіків і жінок. Вони займались, головним чином, лікуванням, здійснювали обряд камлання в ритуальному одязі. Шаманство було спадковим.
В останні роки в Тофаларії розгорнули свою діяльність місіонери й священики Іркутської єпархії, так у лютому 2007 року вони похрестили понад 100 осіб.

## Цікаві факти про тофаларів
- У тофаларів-оленярів пробутував звичай заготівлі продукту, подібного на морозиво — оленяче молоко на зиму заморожували.
- Серед традиційних культів у тофаларів чільне місце посідає поклоніння горам.

## Примітки

Обкладинка видання Шерхунаєва Р. А. «Казки і казкарі Тофаларії», 1977